# Сейсмічна ізоляція

Сейсмічна ізоляція правої моделі з допомогою Cейсмопротектора.

Сейсмічна ізоляція — способи і засоби забезпечення сейсмічної стійкості споруд (Base isolation). Сейсмічна ізоляція здійснюється спеціальними ізоляторами, що анкеруються до фундаментів, щоб протистояти землетрусам; див. також Video demonstration [Архівовано 27 червня 2014 у Wayback Machine.] і
Сейсмостійкість.

## Деякі будинки на сейсмічній ізоляції

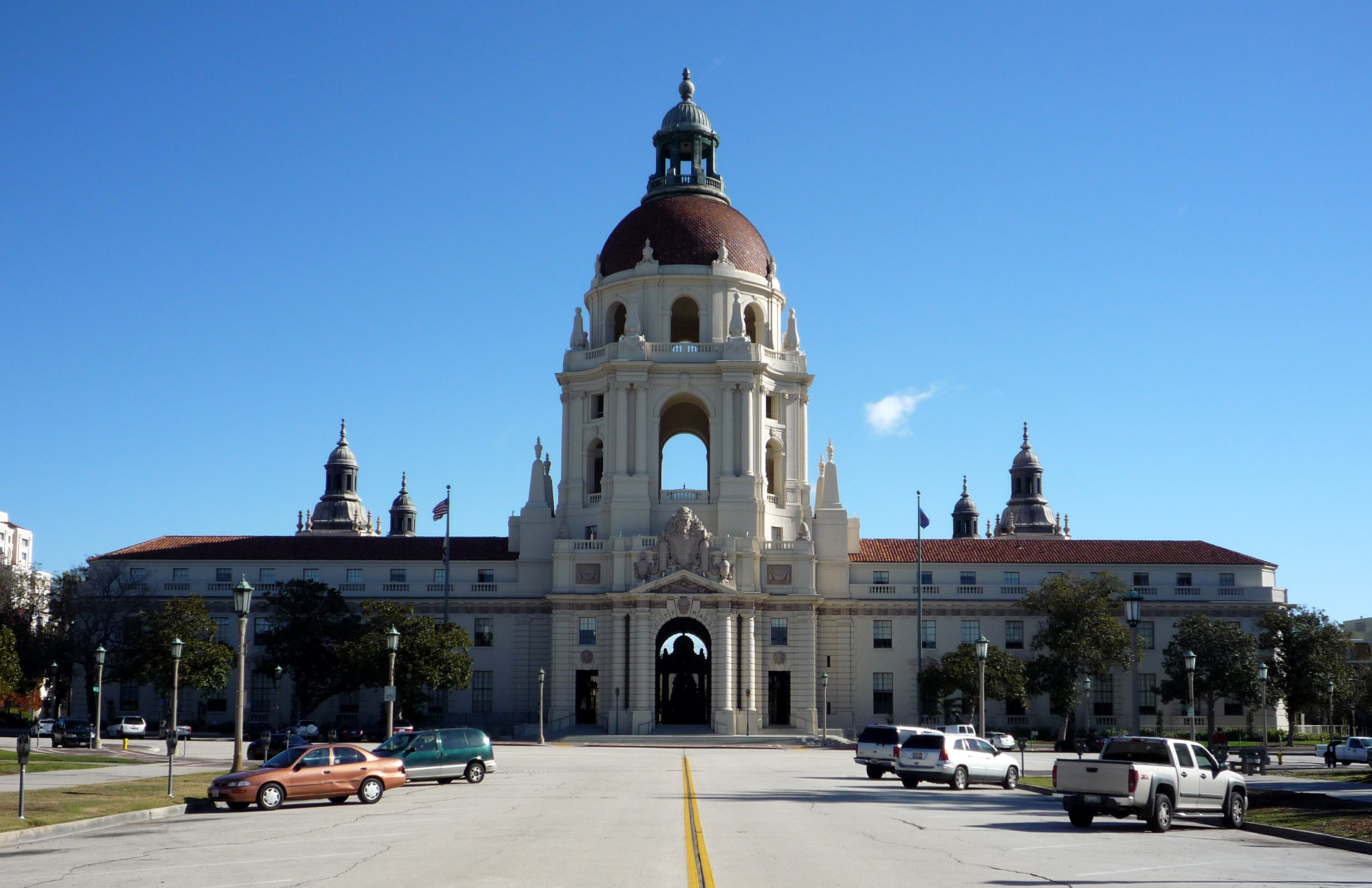
Пасадіна Сіті-Хол, Каліфорнія
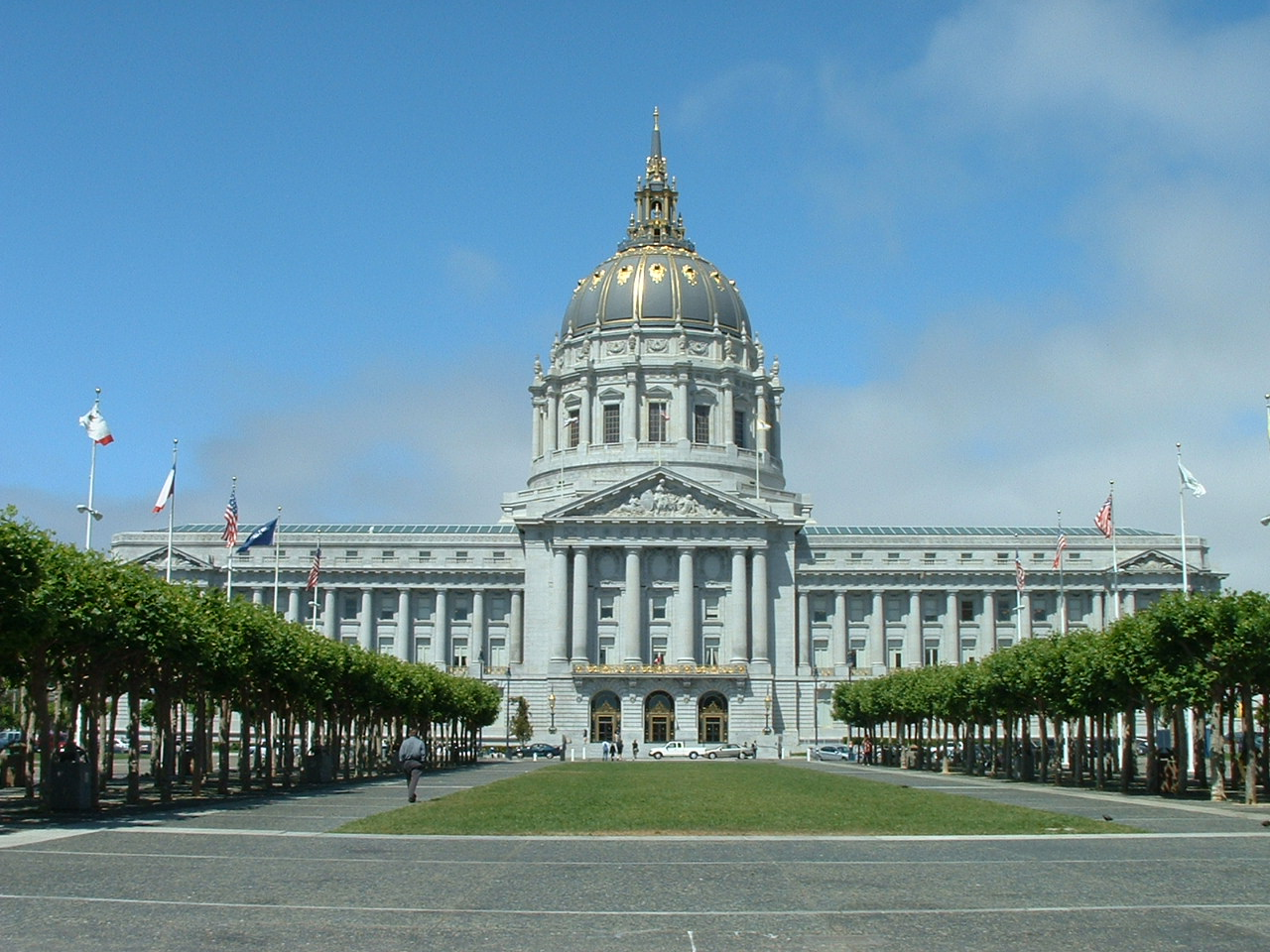
Сан Франсіско Сіті-Хол, Каліфорнія
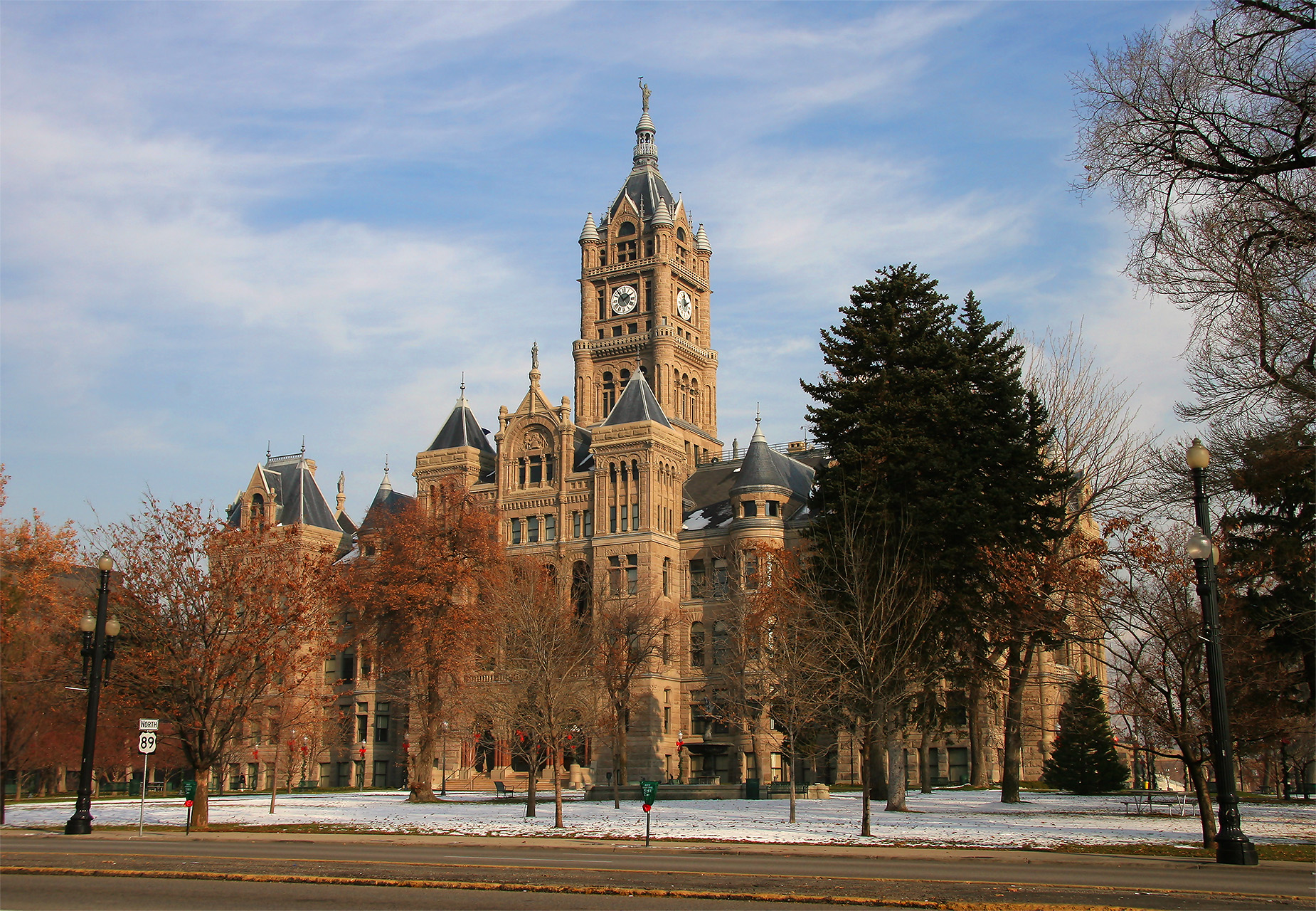
Солт Лейк Сіті-та-Каунті-Хол, Юта